# Quercus verde
Quercus verde är en bokväxtart som beskrevs av Cornelius Herman Müller. Quercus verde ingår i släktet ekar, och familjen bokväxter. Inga underarter finns listade i Catalogue of Life.